# Hemsloh
Hemsloh est une municipalité allemande du land de Basse-Saxe et l'arrondissement de Diepholz. En 2014, elle comptait 539 hab.